# Централни Съединени щати
Централните Съединени щати (на английски: Central United States) е регион между регионите Изток и Запад в САЩ. Приблизителният брой на населението на Централните щати е 54 милиона. Регионът включва щатите Арканзас, Айова, Канзас, Луизиана, Минесота, Мисури, Небраска, Северна Дакота, Оклахома, Южна Дакота и Тексас. Понякога към регионът също са включени някои или всички от следните щати: Алабама, Колорадо, Илиной, Индиана, Кентъки, Мичиган, Мисисипи, Монтана, Ню Мексико, Охайо, Тенеси, Уисконсин и Уайоминг.